# Jacques Hustin
Jacques Hustin (Liegi, 15 marzo 1940 – 6 aprile 2009) è stato un cantautore belga.
Ha partecipato in rappresentanza del Belgio all'Eurovision Song Contest 1974 gareggiando con il brano Fleur de liberté e classificandosi al 10º posto.